# Amalia Sánchez Ariño
Amalia Sánchez Ariño (Valencia, 12 de enero de 1883 - Buenos Aires, 5 de mayo de 1969) fue una actriz española y argentina.

## Carrera artística
Inició su carrera artística en su España natal. Sobre las tablas formó parte de las compañías de María Guerrero, Emilio Thuillier o María Palou.
Considerada una de las mejores actrices del cine argentino, en 1937 estrenó la obra de teatro Yerma, de Federico García Lorca, y luego interpretó otras obras como La ciudad alegre, Divinas palabras y Doña Rosita, la soltera. A su vez, en España ya había debutado en cine con Diez días millonaria a principios de los 30", y a mediados de esta década, con dirección de Edgar Neville y sello de la productora Ufilms S.A., incursionó en un breve rol en El malvado Carabel.   

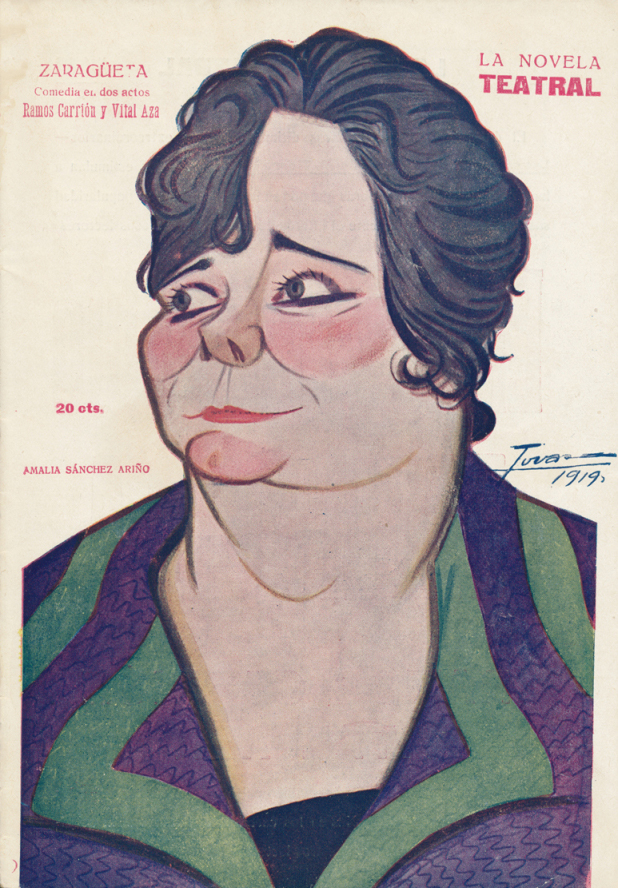
Caricaturizada por Tovar (1919)

Llegó a la Argentina en 1937, integrando la compañía de la reconocida Margarita Xirgu con quien filmó su primera película argentina titulada Bodas de sangre, excelente obra literaria de García Lorca que fue llevada al cine en diversas oportunidades. Participó en treinta y seis películas actuando como protagonista en Madre Alegría, Mundo extraño, Los árboles mueren de pie, Honrarás a tu madre, Los problemas de papá y ¡Adiós problemas! y como actriz de reparto en películas como El honorable inquilino, Requiebro, Vidalita, entre otras.
En 1943, luego de un pequeño paréntesis sin actividad, secundó a Amelia Bence y Pedro López Lagar en un film que fue un acontecimiento para la cinematografía: Los ojos más lindos del mundo, título con el que se la relaciona a la protagonista. En La dama duende (1944) compuso un rol secundario pero destacable, donde se luce principalmente Delia Garcés, contando con la actuación especial de Antonia Herrero. 
Compuso un papel cómico en Mosquita muerta, con Niní Marshall, que se estrenó después de tres años en el Cine Ambassador. Interpretó a Ruth en Viaje sin regreso, a Mercedes en La dama del collar y a Sra. Vargas en La muerte camina en la lluvia y a Alfonsina en El honorable inquilino. Comenzó 1950 con Nacha Regules, uno de los tantos protagónicos de Zully Moreno, donde tambiéb participó su hijo, y acompañó a Felisa Mary en Esposa último modelo, con Mirtha Legrand. Volvió a la comicidad, componiendo a Doña Nieves, la abuela de Los Cinco Grandes del Buen Humor en Vigilantes y ladrones (1952).
Actuó con estrellas del cine argentino como Amelia Bence, Delia Garcés, Olga Zubarry, Luisa Vehil, entre otras integrando la reconocida Época de Oro del Cine Argentino. Sus personajes más entrañables fueron las cotidianas abuelas o tías, donde se podían notar sus grandes condiciones actorales.
También participó asiduamente en radio, en el programa radial y televisivo "Son cosas de esta vida", y en teatro se recuerda su papel en Los árboles mueren de pie, con Luisa Vehil. En 1960 realiza su última aparición cinematográfica argentina en Tierra de nuestros mayores, de Manuel Aris, con un reducido elenco.
Falleció a la edad de ochenta y seis años en 1969 en Buenos Aires. Su hijo fue el actor Vicente Ariño y su nieto Emilio Ariño.

## Filmografía
- Un tipo de sangre (1960)
- Tierra de nuestros mayores (1960)
- La bestia humana (1957)
- Historia de una soga (1956)
- Retorno a la verdad (1956)
- La pícara soñadora (1956)
- Requiebro (1955)
- Adiós problemas (1955)
- La telaraña (1954)
- Los problemas de Papá (1954)
- Por cuatro días locos (1953)
- Honrarás a tu madre (1953)
- Vigilantes y ladrones (1952)
- La melodía perdida (1952)
- Mi mujer está loca (1952)
- El honorable inquilino (1951)
- Los árboles mueren de pie (1951)
- Esposa último modelo (1950)
- Madre Alegría (1950)
- Mundo extraño (1950)
- La barca sin pescador (1950)
- Nacha Regules (1950)
- Vidalita (1948)

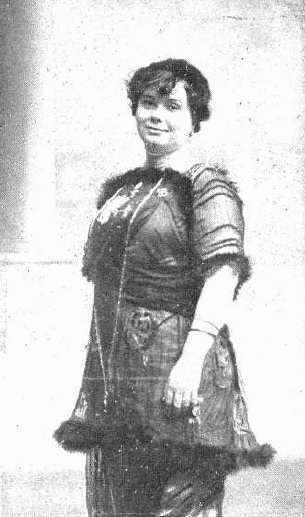
Sánchez Ariño interpretando Los leales en 1914

- La muerte camina en la lluvia (1948)
- La dama del collar (1948)
- Historia de una mala mujer (1947)
- El jugador (1947)
- Vacaciones (1947)
- Las tres ratas (1946)
- Mosquita muerta (1946)
- Viaje sin regreso (1946)
- Éramos seis (1945)
- Las seis suegras de Barba Azul (1945)
- La dama duende (1944)
- Punto negro (1943)
- Los ojos más lindos del mundo (1943)
- Dieciséis años (1943)
- Bodas de sangre (1938)

## Televisión
- 1956: Teatro de la noche.